# Leonard Wintorowski
Leonard Wintorowski (auch Winterowski, * 5. November 1875 in Czernowitz; † 9. Mai 1927 in Warschau) war ein Porträt- und Landschaftsmaler.

## Leben

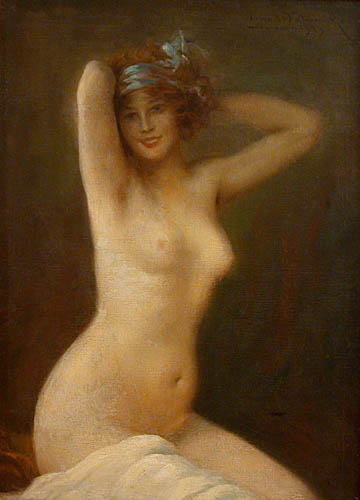
Akt von Kazimiera Niewiarowska.

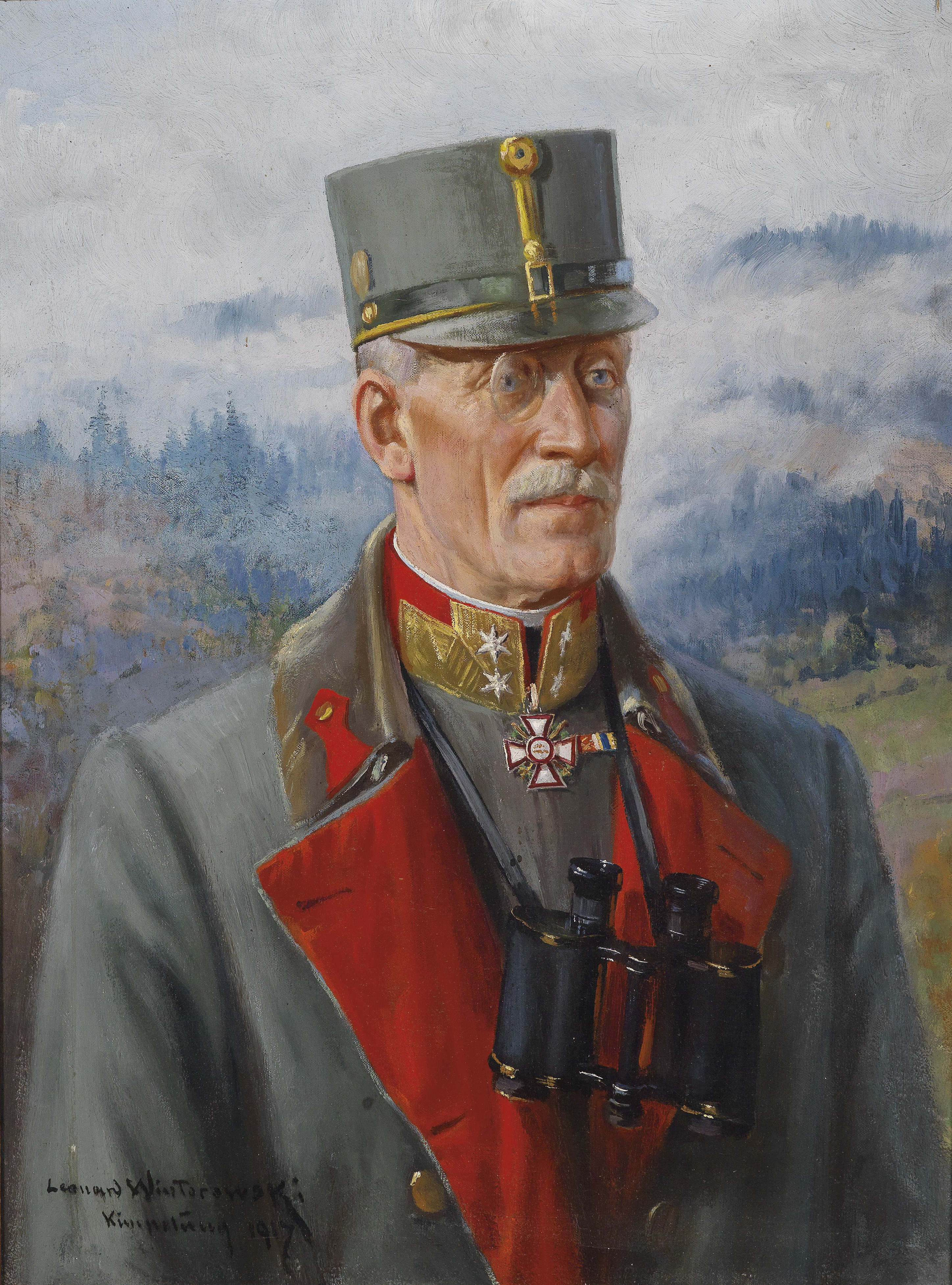
Feldmarschall-Leutnant Johann Herbert Graf von Herberstein, 1917

Wintorowski studierte an der Kunsthochschule Krakau, seine Lehrer waren Teodor Axentowicz und Leopold Löffler. Sein Studium beendete Wintorowski jedoch an der Wiener Akademie. 
Als der Erste Weltkrieg ausbrach, arbeitete Wintorowski als Spezialzeichner für die Leipziger Illustrierte Zeitung an den Kriegsschauplätzen in Galizien und Serbien. Besonders im ersten Kriegsjahr 1914 lieferte er zahlreiche Vorlagen für Postkarten und Titelblätter zugunsten der Hilfswerke des Kriegsfürsorgeamtes, dessen Leiter er 1915 auch porträtierte. 1916 stellte er in einem monumentalen Gemälde, welches leider verschollen ist, den österreichischen und deutschen Generalstab mit Erzherzog Friedrich und Generaloberst Mackensen dar.
Vom November 1916 bis November 1918 gehörte er dem k.u.k. Kriegspressequartier als Kriegsmaler an und arbeitete als solcher in den Karpaten, bei Lublin und an der Südfront im Bereich des 1. Armeekorps bei Feltre.
In den Quellen wechselt die Schreibweise seines Nachnamens zwischen „Winterowski“ und „Wintorowski“ stetig hin- und her. Seine Werke signierte er jedoch stets mit „Wintorowski“.

## Werke (Auswahl)
- Kampf österreichischer Ulanen mit Tscherkessen in Nadworna, Galizien, 1915. Öl auf Leinwand, 111 × 180 cm, Heeresgeschichtliches Museum, Wien.